# Erich Kormannshaus
Erich Kormannshaus (* in Barmen) war ein deutscher Fußballschiedsrichter.

## Karriere
Kormannshaus stammt aus dem heutigen Wuppertal und zog später ins westfälische Löhne. Er pfiff zunächst für den BV Bad Oeynhausen und später für den FC Gohfeld. Kormannshaus leitete in den 1930er, 1940er und 1950er Jahren Spiele der seinerzeit erstklassigen Gauliga Westfalen bzw. Oberliga West, darunter auch mehrfach das so genannte Revierderby zwischen Borussia Dortmund und dem FC Schalke 04. Darüber hinaus wurde Kormannshaus fünfmal bei Spielen des Tschammerpokals, dem Vorläufer des heutigen DFB-Pokals eingesetzt. Nach dem Ende des Zweiten Weltkrieges leitete Kormannshaus vier Endrundenspiele um die deutsche Meisterschaft. Höhepunkt war das Endspiel um die deutsche Meisterschaft 1950 zwischen dem VfB Stuttgart und Kickers Offenbach. Kurioserweise wurde Kormannshaus vom Stadionsprecher als Schiedsrichter aus Bad Oeynhausen vorgestellt. Ein Jahr später leitete Kormannshaus noch das Endspiel um den Westdeutschen Pokal zwischen den Sportfreunden Wanne-Eickel und dem Hombrucher FV 09.